# Megaselia anomala
Megaselia anomala är en tvåvingeart som först beskrevs av Malloch 1912.  Megaselia anomala ingår i släktet Megaselia och familjen puckelflugor.
Artens utbredningsområde är New Hampshire. Inga underarter finns listade i Catalogue of Life.